# Корпус (производственное объединение)
Производственное объединение «Корпус» — промышленное предприятие в городе Саратов, с 2008 года является филиалом АО «НПЦАП». Выпускаемая продукция — высокотехнологичные приборы для космоса.
Завод награждён орденом Ленина, орденом Октябрьской Революции и орденом Трудового Красного Знамени.

## История
Предприятие было основано 17 июля 1934 года в Москве под названием Завод точной электромеханики, его первой продукцией были приборы и системы управления артиллерийским огнём.
В 1936 году предприятие переименовано в Завод № 205 имени Н. С. Хрущёва.
В 1941 году предприятие было эвакуировано в Саратов и размещено в корпусах сельскохозяйственного института. В годы Великой Отечественной войны здесь выпускались корпуса снарядов для противотанковых, авиационных пушек, «Катюш», системы управления зенитных орудий, системы управления огнем корабельной артиллерии, приборы управления дымомаскировкой.
В 1951 году заводу было поручено освоение серийного производства гироскопических командных приборов для первой отечественной баллистической ракеты. В последующем предприятие продолжило выпускать высокоточные приборы для космической промышленности, командные приборы систем стабилизации и управления ракетно-космической техникой, а также занималось разработкой прецизионных стендов и автоматизированной контрольно-испытательной аппаратуры для компьютерного контроля параметров измерителей угловых скоростей и линейных ускорений.
В 1966 году предприятие переименовано в Саратовский машиностроительный завод, а в 1976 году в Производственное объединение «Корпус».
С 1966 года в состав Производственного объединения «Корпус» входило ФГУП «Базальт», выпускавшее высокоточные детали из бериллия, которое в 2001 году было выведено из состава объединения и передано в ведение ГК «Росатом».
С 1980 года на предприятии выпускается корпоративная газета «Луч». В 2012 году газета была переименована в «Луч18293». Номер из названия газеты носит звезда, названная в честь Н. А. Пилюгина. Газета неоднократно занимала призовые места на федеральных и региональных конкурсах.
17 июля 1999 года на территории предприятия был организован Музей космонавтики. С 2002 года музей носит имя Г. С. Титова. Основателем и директором музея являлся полковник в отставке, Заслуженный испытатель космической техники Майстренко Владимир Александрович.
С 10 октября 2008 года является филиалом АО «НПЦАП имени академика Н. А. Пилюгина», которое в свою очередь входит в ГК «Роскосмос».

## Продукция
ПО «Корпус» изготавливает командные приборы систем стабилизации и управления ракетно-космической техникой, разрабатывает прецизионные стенды и автоматизированную контрольно-испытательную аппаратуру для компьютерного контроля параметров измерителей угловых скоростей и линейных ускорений. Ранее предприятие при сотрудничестве с ныне не существующим институтом «ВНИИМП ВИТА» (г. Москва) выпускало медицинскую аппаратуру: наркозно-дыхательные комплексы, аппараты для искусственной вентиляции лёгких, шприцевые дозаторы с микропроцессорным управлением.
В советские годы в состав широкого выбора продукции входили такие товары народного потребления, как: радиоприемники, настольные игры, комплексы для автоматической балансировки колес, сварочные полуавтоматы.
В настоящее время выпускается в том числе продукция гражданского назначения: поворотные столы, паяльные станции. Также предприятие оказывает услуги термически-литейного производства, нанесению гальванических покрытий, услуги метрологического комплекса (ремонт и поверка средств измерений).

## Известные руководители
И. о. директора в 1938—1939 Валентин Алексеевич Левша, лауреат Сталинской премии (1953).